# Götlunda landskommun, Västergötland
För landskommunen med detta namn i Närke, se Götlunda landskommun, Närke.
Götlunda landskommun var en tidigare kommun i dåvarande Skaraborgs län.

## Administrativ historik
Kommunen inrättades i Götlunda socken i Vadsbo härad i Västergötland när 1862 års kommunalförordningar trädde i kraft.  
I kommunen, med en del i Vads landskommun, inrättades 26 november 1937 Tidans municipalsamhälle.
Vid kommunreformen 1952 uppgick landskommunen med municipalsamhället i Tidans landskommun som 1971 uppgick i Skövde kommun.

## Politik

### Mandatfördelning i Götlunda landskommun 1942-1946
| 8 | 12 |

| 19 |

| 1 | 7 | 12 |

| 19 |